# ویکاریوس
ویکاریوس (انگلیسی: Vicarius) یک کلمه لاتین به معنای جانشین یا معاون است. در اصل، در روم باستان، این منصب معادل «معاون» انگلیسی متأخر (مانند «نایب الملک») بود که به عنوان بخشی از عنوان مقام‌های مختلف استفاده می‌شد.